# 李杜 (1930年)
李杜（1930年—2006年10月29日），字若棠，廣東茂名人，中国哲学学者。

## 生平
李杜毕业于香港新亞書院及新亞研究所，后留学美國，于南伊利諾大學获得哲學博士。
1995年，任台灣中國文化大學哲學系主任。1999至2002年，擔任新亞研究所所長。
2006年10月29日病逝於香港，享年76歲。

## 主要著作
- 《二十世紀的中國哲學》
- 《中西哲學思想中的天道與上帝》
- 《唐君毅先生的哲學》
- 《世界的假設--裴柏與西方的形而上學》
- 「中國古代宗教思想之研究」
- 「孔子道德思想的繼承與突破性的發展」
- 「分析哲學的限度」
- 「存在主義簡介」
- "Religion Science and Man"
- "S.C.Pepper's Concept of Metaphysics as the Theory of World Hypothesis"
- "An Understanding of Chinese Philosophy from The Theory of World Hypothesis"